# Agriocnemis keralensis
Agriocnemis keralensis е вид водно конче от семейство Coenagrionidae. Видът е незастрашен от изчезване.

## Разпространение
Разпространен е в Индия (Гоа и Керала).